# Stella d'autunno
Stella d'autunno (Isten öszi csillaga) è un film del 1963 diretto da András Kovács.

## Produzione
Il film fu prodotto dalla Hunnia Filmstúdió.

## Distribuzione
Uscì nelle sale cinematografiche ungheresi il 14 febbraio 1963.